# Choco Bank
Choco Bank (en hangul, 초코 뱅크) es una serie web surcoreana que consta de seis episodios que es acerca de la gestión financiera de la puesta en marcha de negocios creado por Cheil Worldwide Inc. El drama ha registrado más 2,5 millones (2.519.849 millones) de vistas durante la semana del 15 de febrero al 21 de febrero.

## Sinopsis
Choco Bank es sobre un chico llamado Kim Eun-haeng (Kim Jong-in), quien es un graduado de la universidad a la fuerza laboral. Su padre que tuvo un comienzo afortunado en la vida, dándole un nombre que significaba el Banco Mundial. Eun-gaeng se ocupará de las preocupaciones que muchos de su edad luchan cuando empiezan a trabajar por primera vez. Él estaba desempleado hace cinco años. Más tarde conoce a una chica llamada Ja Cho-co (Park Eun-bin) quien se está preparando para iniciar un negocio. Se desarrolla la historia como los dos se encuentran y quieren saber más acerca de la industria de servicios financieros.

## Elenco
- Kim Jong In como Kim Eun Haeng.
- Park Eun Bin como Ha Cho Co.
- Yeon Joon Deok como Bae Dal Du.
- Lee Chae Won como Hong Chae Ri.
- Lee Il Hwa como Madre de Eun Haeng.
- Kang Yul

## Banda sonora
| Título                           | Artista                 | Notas       |
| -------------------------------- | ----------------------- | ----------- |
| «Pounding Love (두근두근 러브 )» | CLC                     | OST Parte 1 |
| «You're Sweet (달달해 너)»       | Vanilla Man & Joo Ye In | OST Parte 2 |
| «Walk The Way (길을 걷다)»       | Han All (한올)          | OST Parte 3 |